# Принсессехоф
Принсессехоф (нидерл. Keramiekmuseum Princessehof) — музей керамики в городе Леуварден в Нидерландах. Название музея происходит от одного из двух зданий, в которых он расположен: небольшого дворца (hof означает «королевский двор»), построенного в 1693 году и позже занятого Марией Луизой. Другим пристроенным зданием является бывшая крепость 15 века. Здания музея представляют интерес, как и его коллекция изразцов, керамики и керамических скульптур. В музее есть кафе и часто проводятся выездные художественные выставки. В музее также экспонируется бывшая мастерская голландского керамиста Яна ван дер Ваарта.

## История
В 1731 году здание было куплено Марией Луизой (известной в Леувардене как Marijke Meu, «тётушка Мария»), которая была вдовой с 1711 года и до этого года исполняла обязанности регента своего сына Вильгельма IV, когда он достиг совершеннолетия. Она поселилась в доме и начала собирать керамику, и её коллекция является частью собрания музея, особенно в Нассаукамере, старинной столовой в стиле барокко. После её смерти здание было разделено на три дома, один из которых позже перешёл в руки нотариуса из Леувардена и коллекционеров искусства Нанне Оттема (1874—1955) и его жены Гритье Кингма, которые основали музей при своей жизни в 1917 году.
Голландский художник-график М. К. Эшер, известный своими часто вдохновлёнными математикой ксилографиями, литографиями и меццо-тинто, родился в среднем доме в 1898 году.

## Керамика
Фонд Оттема-Кингма (нидерл. Ottema-Kingma Stichting) поддерживает традиции основателей, создавая онлайновую базу данных для коллекции и связанной с ней библиотеки. Этот фонд также является официальным владельцем коллекции азиатской керамики, в которой представлены предметы, начиная с 2800 года до нашей эры и заканчивая XX веком. Помимо азиатской коллекции, здесь также представлен широкий ассортимент европейской и некоторых видов исламской керамики.

## Галерея
Подборка работ из соответствующей коллекции:

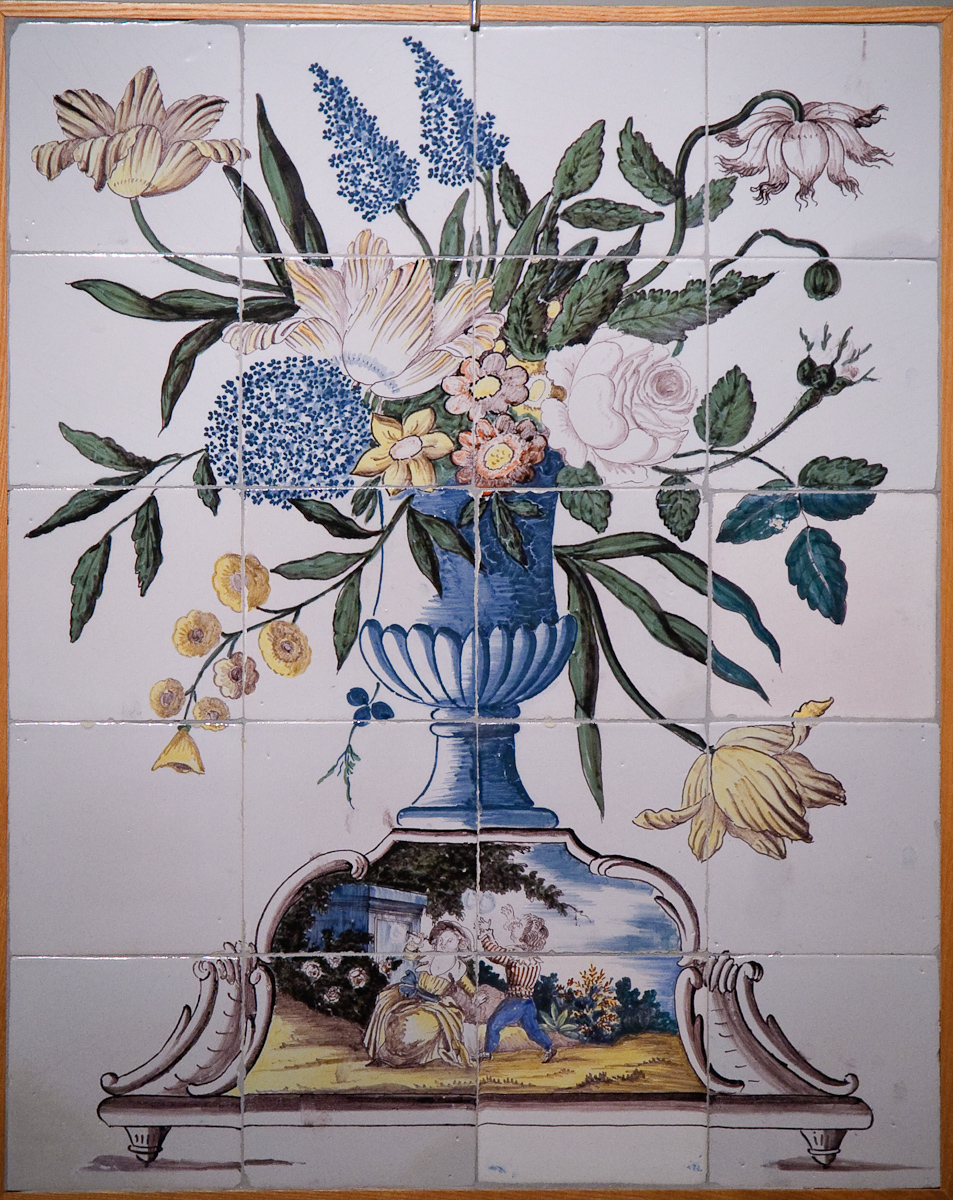
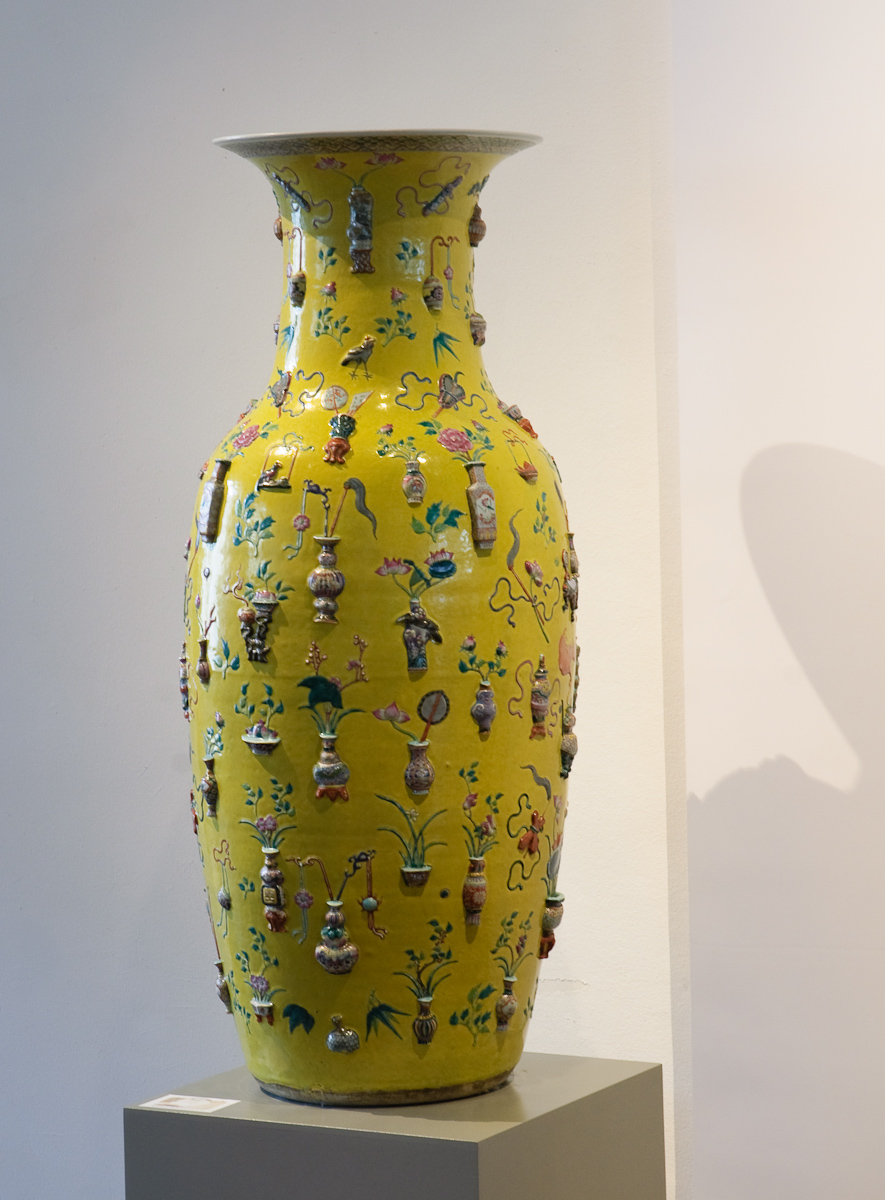
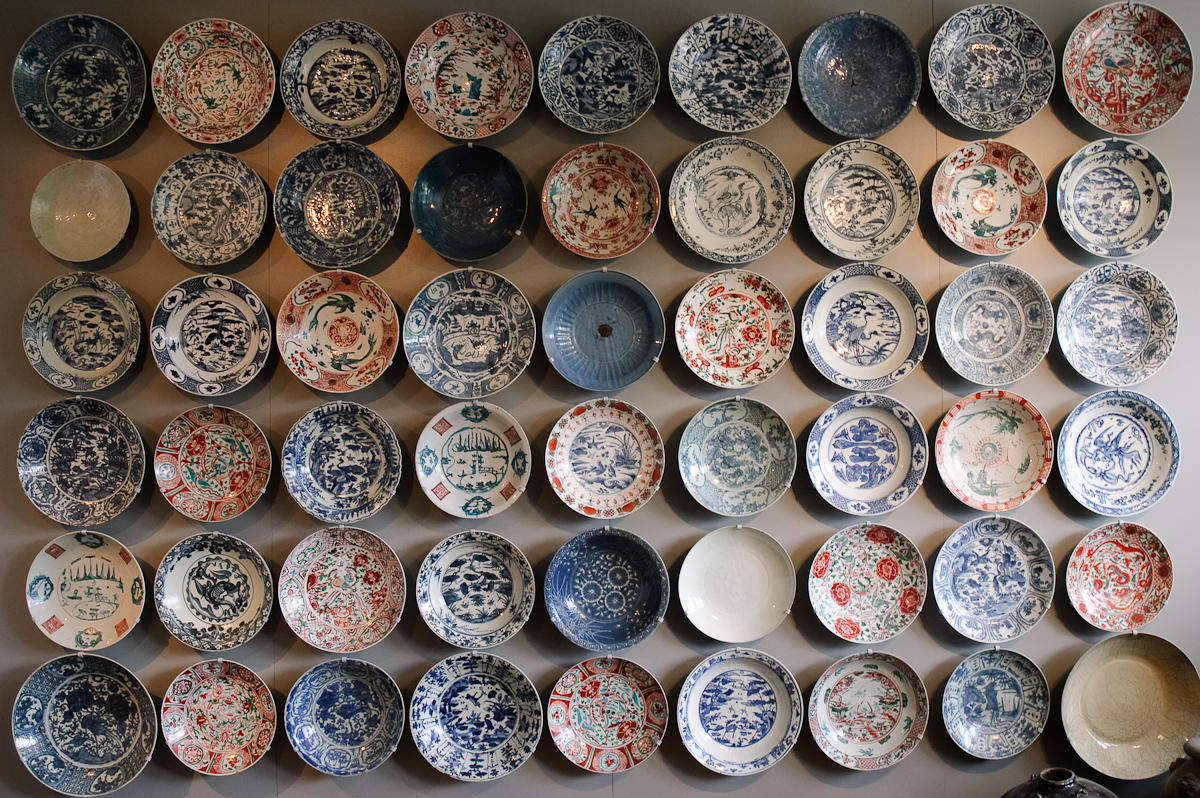
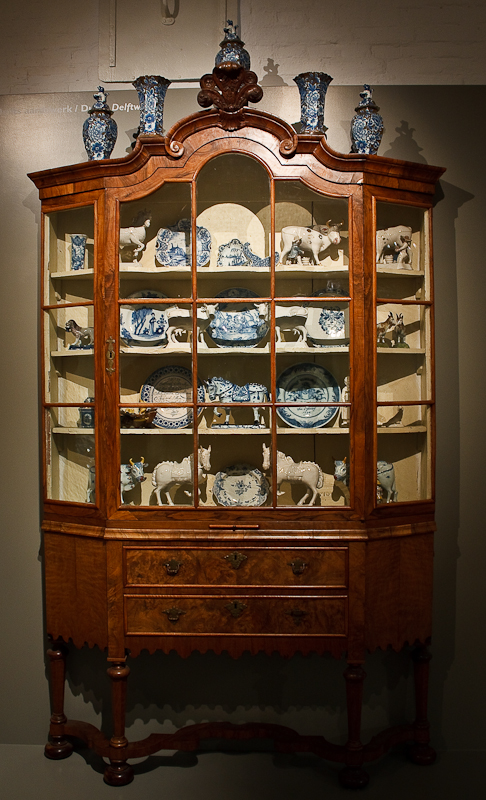
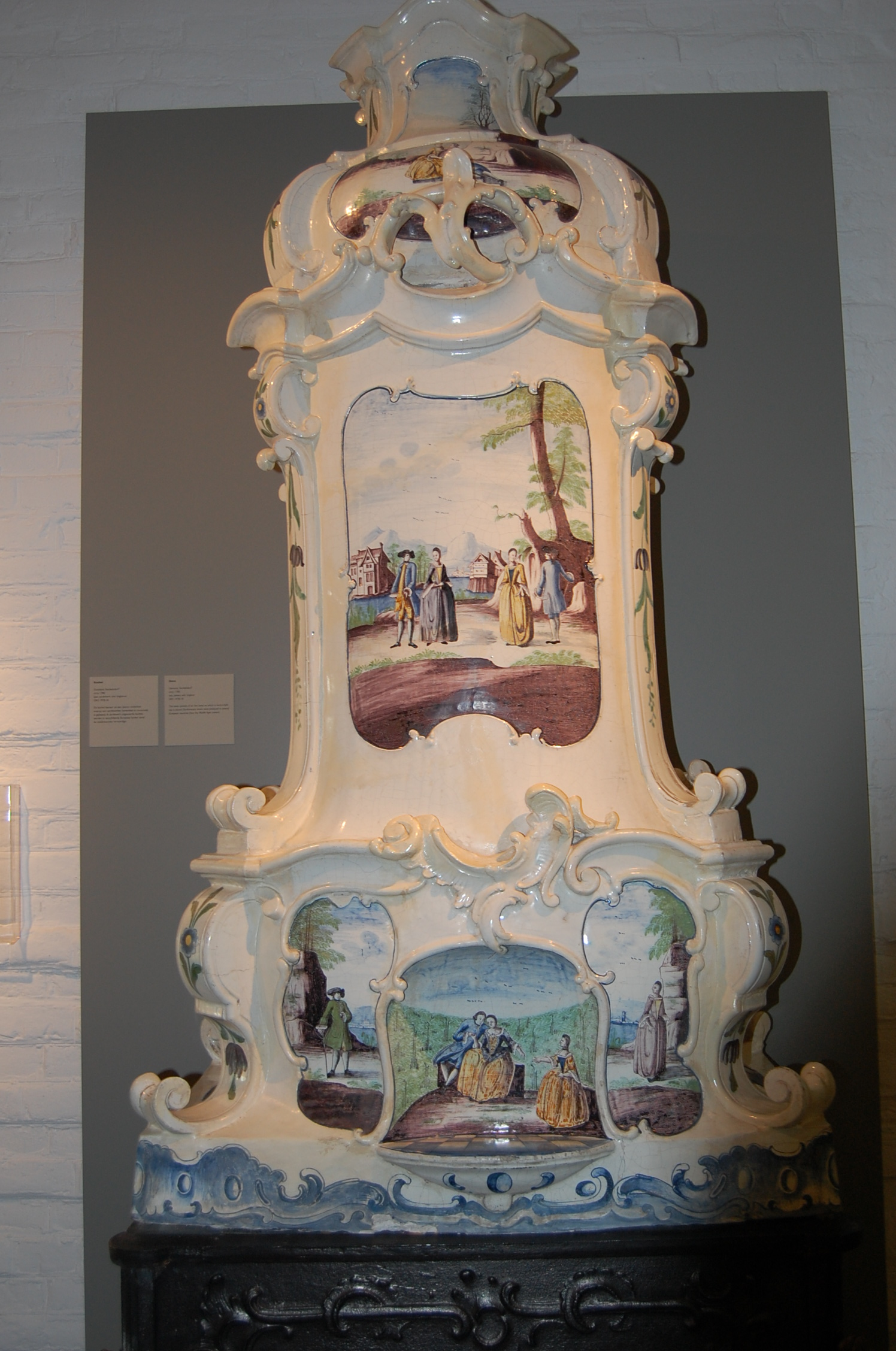
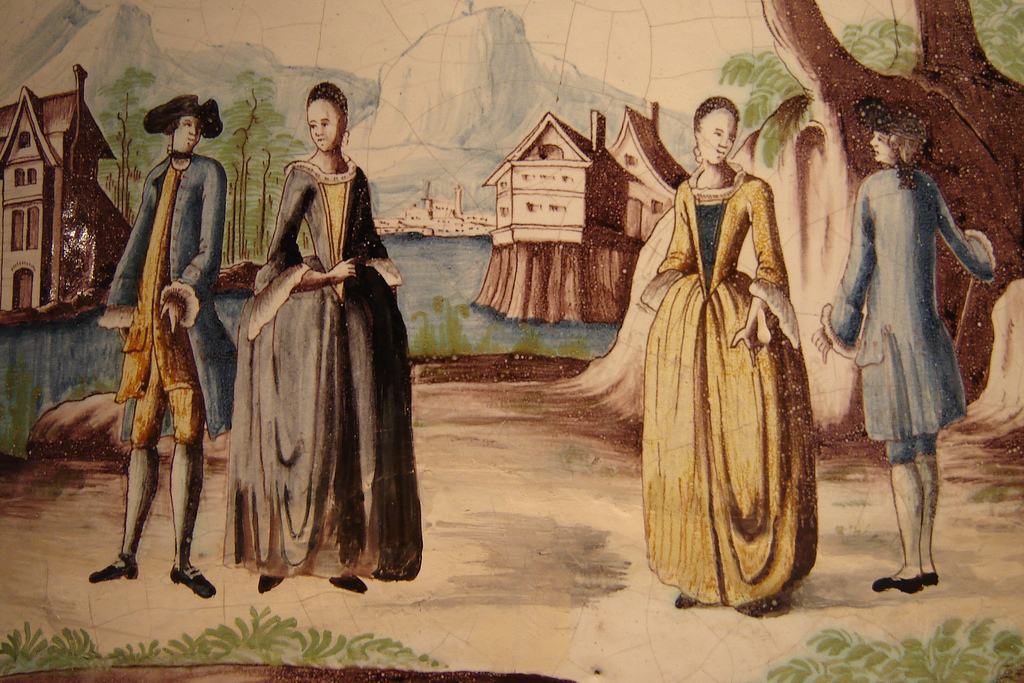